# Mathematische Annalen

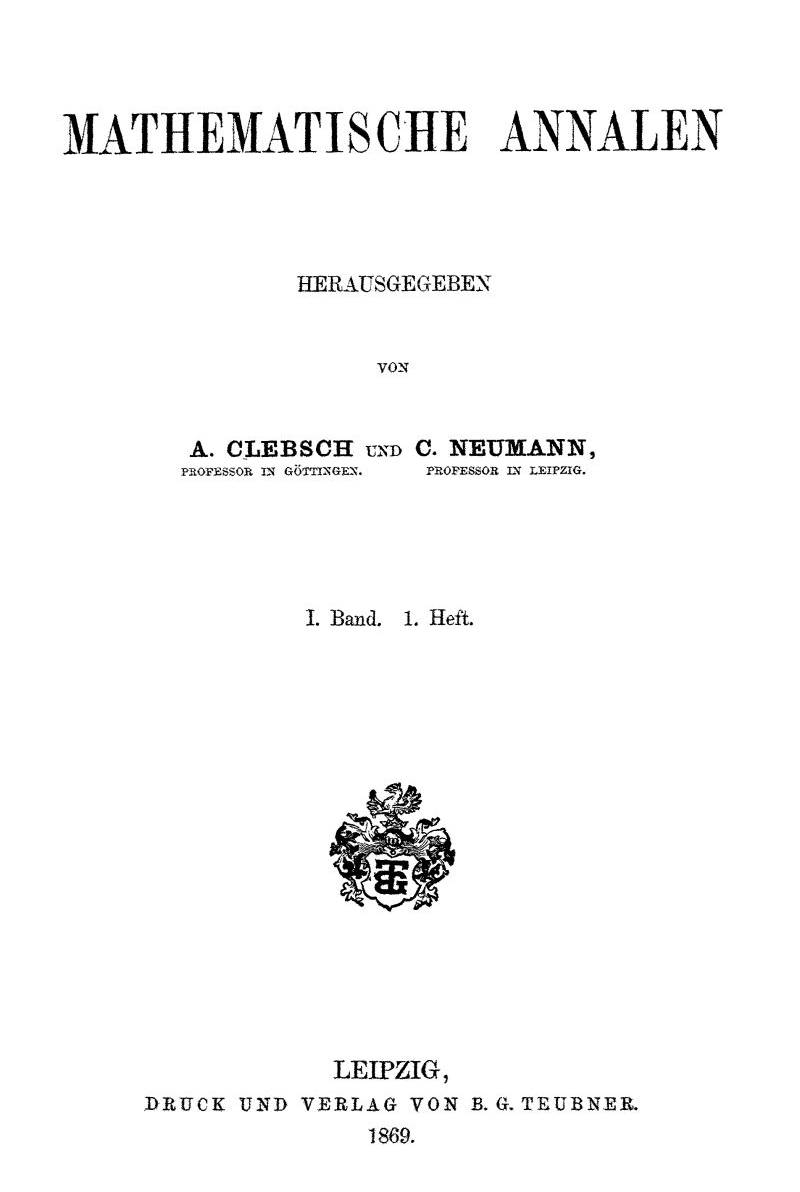
Digitalização do livro "Mathematische Annalen"

O Mathematische Annalen (abreviado como Math. Ann. ou Math. Annal.) é um jornal acadêmico (dedicado à publicação de pesquisas) especializado em matemática publicado pela Springer Science+Business Media. Foi fundado em 1868 por Alfred Clebsch e Carl Neumann. 
Dentre seus editores constam: Alfred Clebsch (1869–1872), Carl Neumann (1869–1876), Felix Klein (1876–1924), Adolf Mayer (1876–1901), Walther von Dyck (1888–1921), David Hilbert (1902–1939), Otto Blumenthal (1906–1938), Albert Einstein (1920–1928), Constantin Carathéodory (1925–1928), Erich Hecke (1929–1947), Bartel Leendert van der Waerden (1934–1968), Franz Rellich (1947–1955), Kurt Reidemeister (1947–1963), Richard Courant (1947–1968), Heinz Hopf (1947–1968), Gottfried Köthe (1957–1971), Heinrich Behnke (1938–1972), Max Koecher (1968–1976), Lars Gårding (1970–1978), Konrad Jörgens (1972–1974), Fritz John (1968–1979), Peter Dombrowski (1970–1983), Louis Boutet de Monvel (1979–1983), Wulf-Dieter Geyer (1979–1983), Elmar Thoma (1974–1990), Winfried Scharlau (1984–1990), Hans Grauert (1963–1991), Heinz Bauer (1971–1992), Hans Föllmer (1990–1993), Friedrich Hirzebruch (1961–1996), Reinhold Remmert (1970–1996), Herbert Amann, Jean-Pierre Bourguignon, Wolfgang Lück, etc.